# Bobal
Bobal ist eine wichtige spanische Rotweinsorte. Sie wird in den Regionen Albacete, Alicante, Cuenca und Utiel-Requena angebaut. Sie wird im Allgemeinen zu Massenweinen mit tiefdunkler Farbe oder zu Rektifiziertem Traubenmost-Konzentrat (RTK) verarbeitet. Vereinzelt werden auch gute Roséweine aus Bobal hergestellt. Im Jahr 2000 waren in Spanien 92.630 ha Rebfläche mit dieser Sorte bestockt. In Spanien ist sie damit nach dem Airén und dem Tempranillo die dritthäufigste Rebsorte. Es bestehen Vermutungen, dass Bobal mit der Rebsorte Bovale auf Sardinien verwandt ist. Kleine Bestände sind auch in Frankreich bekannt.
Die Traube behält eine kräftige Säure und erbringt relativ niedrige Alkoholgehalte; sie wird daher häufig mit der Rebsorte Monastrell in Weinen verschnitten.

## Ampelographische Sortenmerkmale
In der Ampelographie wird der Habitus folgendermaßen beschrieben:
- Die Triebspitze ist offen. Sie ist stark weißlich behaart mit sehr leicht rötlichem Anflug. Die gelblichen Jungblätter sind auf der Blattoberseite schwach behaart.
- Die großen Blätter (siehe auch den Artikel Blattform) sind meist fünflappig und stark gebuchtet. Die Stielbucht ist lyren-förmig offen bis geschlossen. Der Blattrand ist stumpf gezahnt. Die Zähne sind im Vergleich der Rebsorten breit gesetzt. Die Blattoberfläche (auch Spreite genannt) ist blasig derb. Im Herbst rötet das laub leicht.
- Die Traube ist mittelgroß und dichtbeerig. Die Beeren sind mittelgroß und von schwarz-blauer Farbe. Die Beeren sind dickschalig und saftig; der Saft ist farblos.

Die Rebsorte treibt relativ spät aus. 
Anfällig ist Bobal gegen den Falschen Mehltau. Die Erträge der fruchtbaren Sorte können stark variieren. 
Bobal reift ca. 35 Tage nach dem Gutedel und gilt somit als spät reifend.

## Synonyme
Bobal ist auch unter folgenden 46 Namen bekannt: Aprovechon, Balau, Balauro, Benicarlo, Boal, Bobal Negro, Bobal Noir, Bobos, Boval de Requena, Carignan d’Espagne, Carignan d’Espagne a Fronton, Carignan Espagnol, Coreana, Espagnol, Folle Blanche Du Minervois, Moravia, Moravio, Morenillo, Pansa Negra, Pansas Negras, Panse Negro, Pobreton, Probechon, Provechon, Rageno, Rajeno, Requena, Requenera, Requenes, Requeno, Requenos, Terret d’Espagna, Terret d’Espagne, Tinta Madrid, Tinto de Requena, Tinto de Zurra, Tonto de Zurra, Valenciana, Valenciana Tinta, Valenciana Tinto, Vinate, Vinate Tinto, Vinatela, Vinater, Vinater Tinto, Vinatera.